# 용골자리 성운
용골자리 성운(Carina Nebula) 또는 용골자리 에타 성운(Eta Carinae Nebula), NGC 3372는 용골자리 방향으로 지구로부터 약 8,500 광년 (2,600 pc) 거리에 밝고 어두운 성운들이 대규모로 복잡하게 형성되어 있는 영역이다. 용골자리 성운은 우리 은하의 용골자리-궁수자리 팔에 위치해 있다.
용골자리 성운의 경계 내에는 용골자리 OB1 성협, 서로 연결되어 있는 산개 성단(O형 항성 다수와 울프-레이에별 여럿을 포함한다.) 여럿이 있다. 용골자리 OB1 성협에는 트럼플러 14, 트럼플러 16 성단이 있다. 트럼플러 14는 나이가 50만 년 정도로, 알려진 성단들 중에서 매우 젊은 편에 속한다. 트럼플러 16에는 현재 우리 은하에서 광도상 최상위 그룹에 들어가는 WR 25, WR 25보다는 덜 밝으나 질량은 더 크고 널리 알려진 용골자리 에타 항성계, O2형 초거성 HD 93129 A가 속해 있다. 트럼플러 15, 콜린더 228, 콜린더 232, NGC 3324, NGC 3293 역시 용골자리 OB1 성협의 구성원으로 간주된다. NGC 3293은 트럼플러 14에서 가장 나이가 많은 천체로, 항성이 순차적이면서 현재 진행형으로 태어나고 있는 영역이다.
용골자리 성운은 밤하늘에서 손꼽히게 거대한 무정형성운이다. 이 성운은 유명한 오리온 성운보다 네 배 크고 더 밝지만 남반구 하늘에 있기 때문에 인지도는 상대적으로 낮다. 니콜라 루이 드 라카유가 1752년 희망봉에서 이 성운을 최초로 발견하였다.

## 발견 및 기초 정보
1752년 1월 25일 니콜라 루이 드 라카유가 이 성운을 발견했다. 성운의 위치를 적경 10h 45m 08.5s, 적위 -59° 52′ 04″을 중심점으로 가정할 경우 성운의 범위는 120 × 120 분각이다. 현대에 이르러 용골자리 성운까지의 거리는 지구로부터 대략 8,500 광년 (2,600 pc)으로 측정되었다.

## 용골자리 성운 내 천체들

### 용골자리 에타

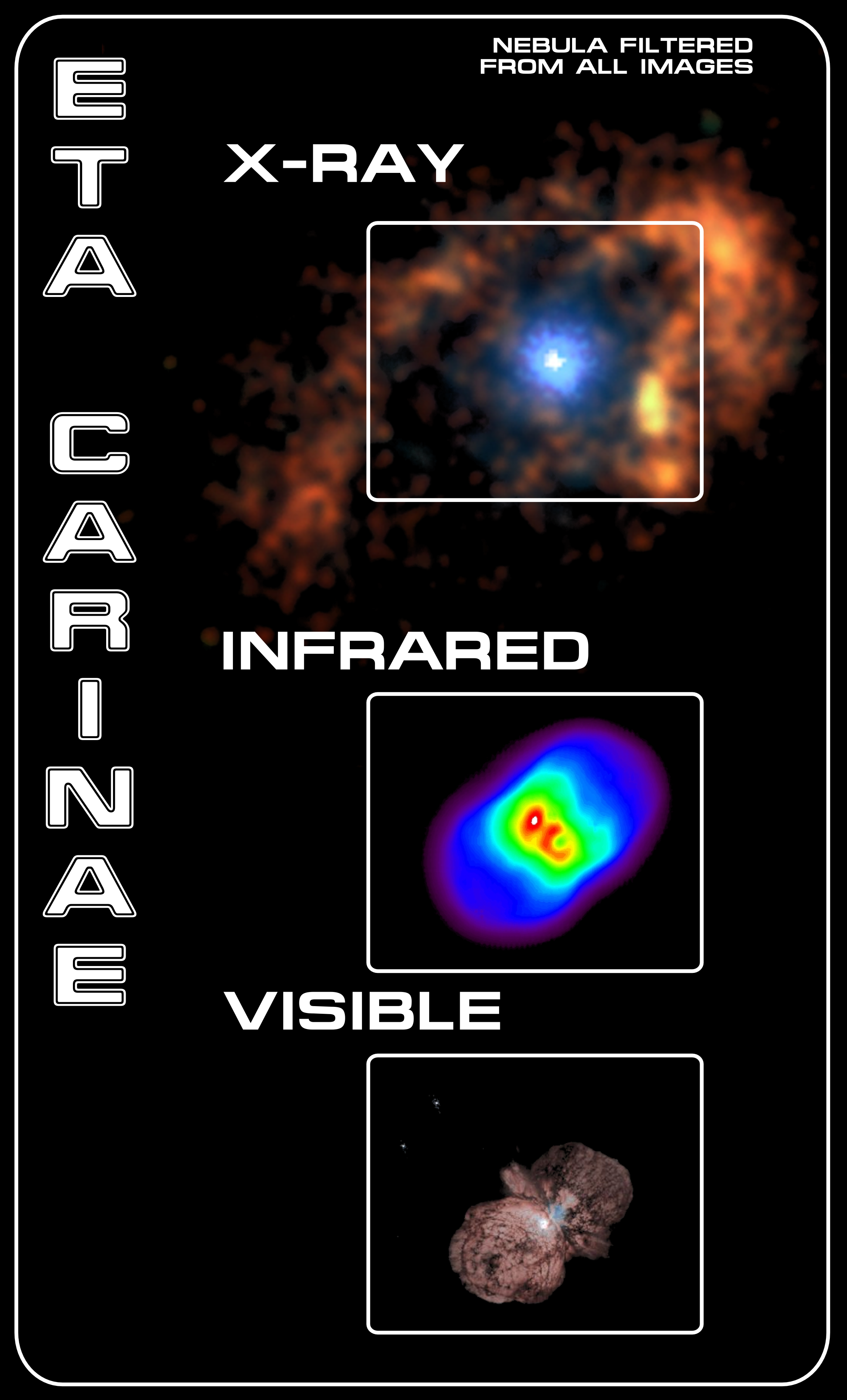
여러 파장으로 관측한 용골자리 에타.

용골자리 에타(Eta Carinae)는 광도가 매우 높은 초거성이다. 용골자리 에타별의 질량 추정치는 태양의 100 ~ 150 배이며 광도는 태양의 약 400만 배이다.
용골자리 에타는 그 위치와 크기 때문에 현 시점에서 연구가 자세하게 이뤄진 별들 중에서 질량이 가장 큰 항성이다. 용골자리 에타별보다 광도가 더 높고 질량이 큰 항성들도 여럿 알려져 있으나 이들에 대한 자료는 상대적으로 질이 떨어진다. 태양 질량의 80 배가 넘어가는 항성들은 태양 광도의 100만 배가 넘어가는 에너지를 생산한다. 이들은 매우 드물며(우리은하 정도 크기의 은하에서 십여 개에 불과하다.) 질량은 에딩턴 한계(복사압이 중력보다 강해지는 지점)에 가깝다. 질량이 태양의 120 배 이상인 항성들은 이론적인 에딩턴 한계를 초월하며 이들의 중력은 자신의 복사 에너지와 기체를 겨우 잡아놓을 수 있을 수준이고, 가까운 미래에 초신성이나 극초신성으로 최후를 맞을 것으로 보인다.
용골자리 에타가 용골자리 성운에 미치는 영향은 직접 관측할 수 있다. 어두운 구상체들과, 잘 보이지 않는 몇몇 다른 천체들에는 용골자리 에타 별의 위치와 정확히 반대 방향을 가리키는 꼬리 구조들이 달려 있다. 1840년대에 에타 별이 일으킨 대 폭발로 별을 먼지가 둘러싸게 되었다. 이후 이 먼지는 항성이 방출하는 자외선의 양을 극적으로 낮추었다. 대 폭발 이전 용골자리 성운의 모습은 지금과는 매우 다르게 보였을 것이다.

### 호문쿨루스 성운

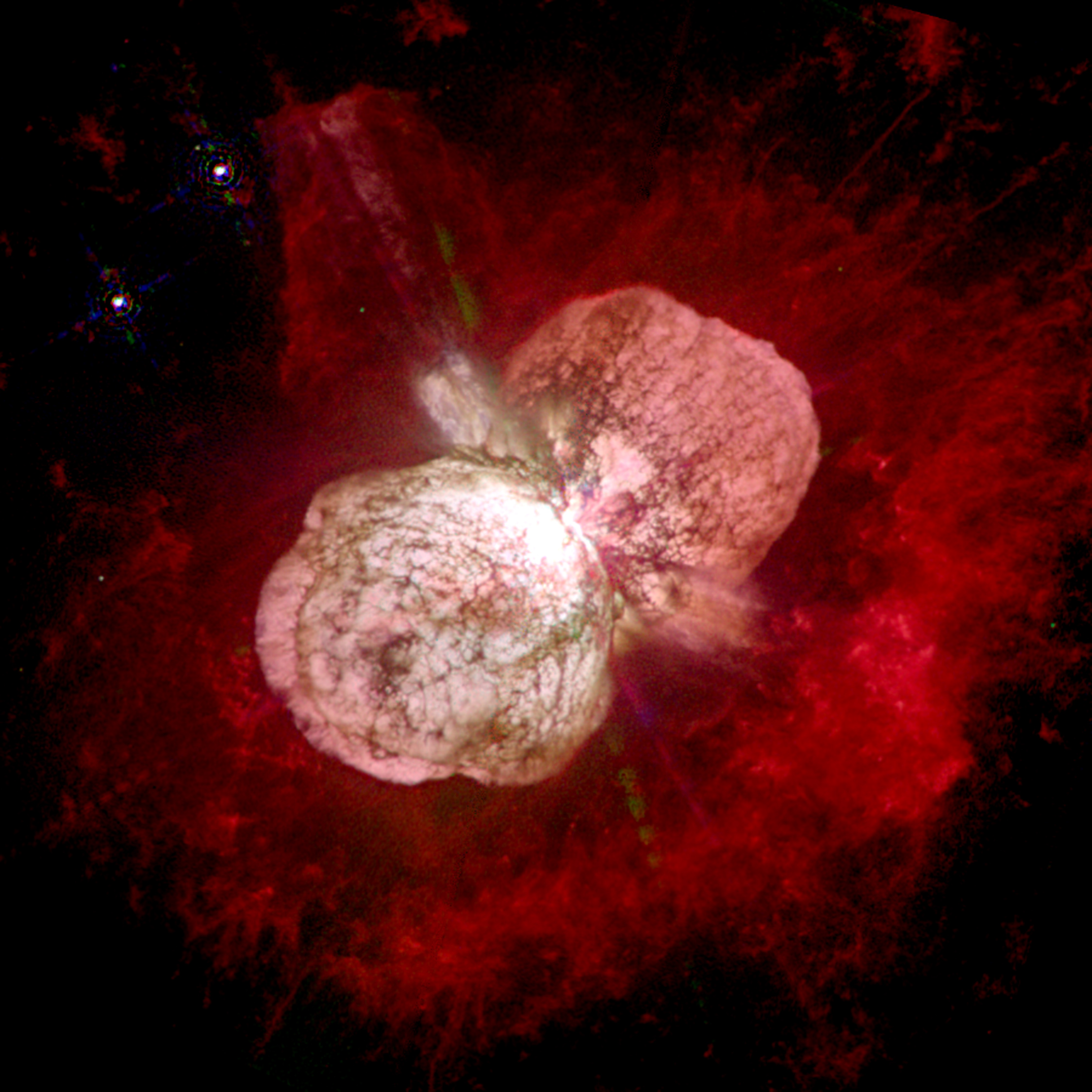
호문쿨루스 성운에 둘러싸인 용골자리 에타.

호문쿨루스 성운(Homunculus Nebula, 라틴어로 '작은 사람'에서 유래)은 용골자리 에타의 바로 바깥을 둘러싸고 있으며 훨씬 더 크고 밝은 성운 안에 자리잡고 있다. 이 성운은 1841년 일어났던 막대한 규모의 폭발로 용골자리 에타로부터 방출되어 나온 물질로 보이며 당시 에타별은 밤하늘에서 2등급까지 밝아졌었다.
호문쿨루스 성운은 규모가 작은 H II 영역으로 가스가 충격을 받아 이온화되어 들뜬 상태에 있다. 또한 이 성운은 극도로 광도가 높은 중심 항성계에서 나오는 빛의 대부분을 흡수하여 그 빛을 적외선으로 재방출한다. 호문쿨루스 성운은 중적외선 파장에서 볼 때 밤하늘에서 가장 밝은 천체이다.:145–169
호문쿨루스까지의 거리는 성운 모양이 축 방향에 대해 대칭형이라고 가정하면 각도 치수와 길이 치수로부터 도출할 수 있다. 이 방법을 이용하여 구한 가장 정확한 거릿값은 2.35 ± 0.05 킬로파섹 (7,660 ± 160 ly; 2,350 ± 50 pc)이다. 이 모형에서 성운의 최대 반지름은 약 22000 AU이며 성운의 축은 시선(視線)에 대해 41° 또는 천구면에 대해 49° 기울어져 있는데 이는 호문쿨루스 성운이 지구를 향해 측면보다 정면을 보다 많이 보여줌을 뜻한다.

### 열쇠 구멍 성운

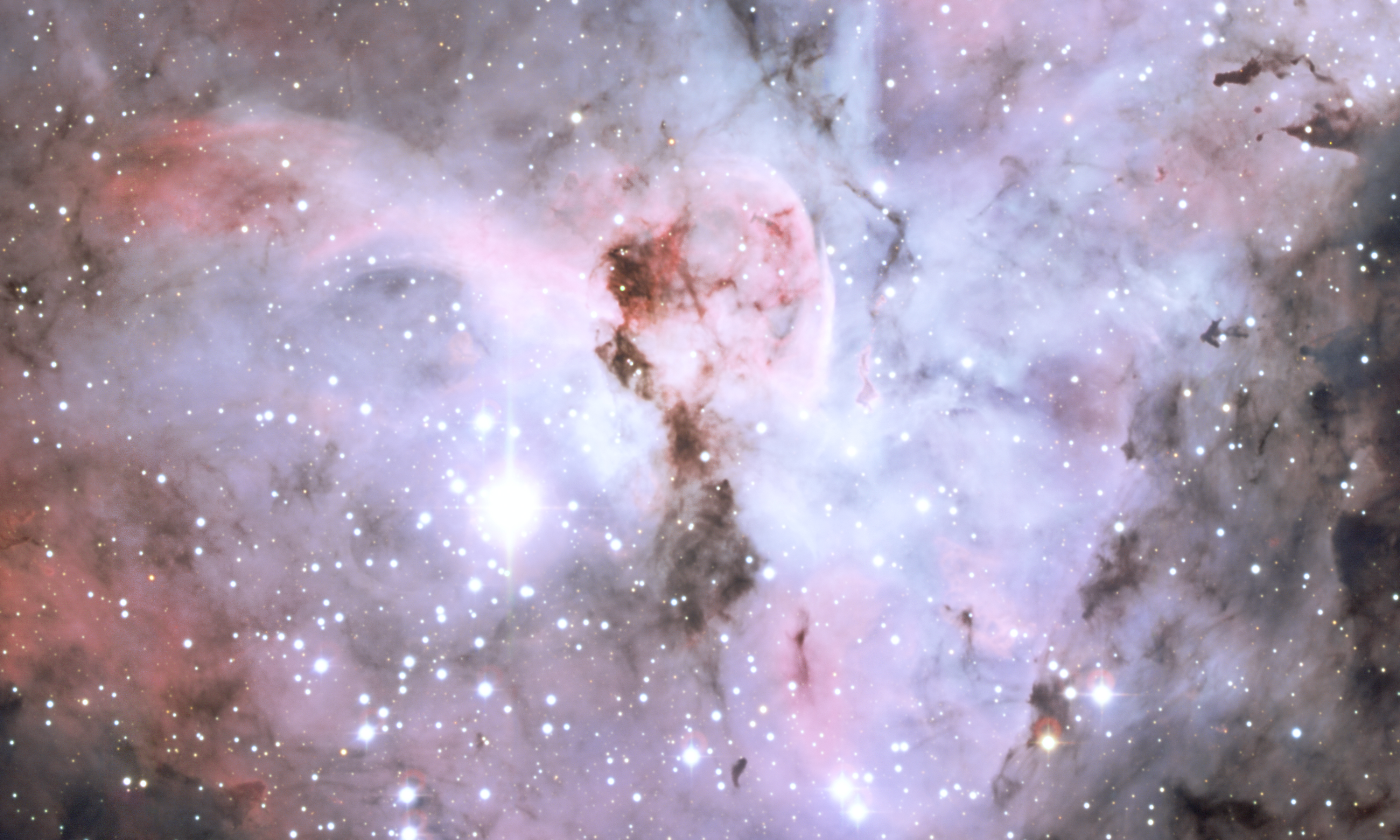
열쇠 구멍 성운은 어두운 성운 구조로 용골자리 성운에서 가장 밝은 부분 위에 겹쳐서 보인다.

열쇠 구멍(Keyhole) 또는 열쇠 구멍 성운(Keyhole Nebula)은 차가운 분자와 먼지로 이루어진 작고 어두운 성운으로 용골자리 성운 내에 자리 잡고 있다. 열쇠 구멍 성운에는 뜨겁고 빛나는 기체로 이루어진 필라멘트 구조들이 포함되어 있으며 이 구조들은 훨씬 밝은 배경 성운과 대비되어 어둡게 보인다. 존 허셜은 이 천체를 처음 묘사할 때 '렘니스케이트 타원형의 진공'이라는 단어를 사용했고 이후 줄여서 '타원형의 진공'으로 언급했다. 이 '렘니스케이트' 단어는 용골자리 성운 내 이 부분을 묘사하는 데에 계속 사용되었으나 1873년 저명한 천문학 작가 엠마 컨버스가 《애플턴의 저널》 기사에서 이 성운의 외관을 '열쇠 구멍과 닮았다'라고 표현한 이후 '열쇠 구멍 성운' 또는 '열쇠 구멍' 이름이 보편적으로 쓰이게 되었다. 이 명칭은 때때로 용골자리 성운 전체를 묘사할 때 사용되기도 한다.('열쇠구멍을 포함하는 성운'을 뜻함)
열쇠 구멍 구조의 지름은 약 7 광년 (2.1 파섹)이다. 열쇠 구멍의 겉 모습은 최초로 관측된 이래 크게 바뀌어 왔으며 이는 용골자리 에타가 방출하는 이온화 방사선에 변화가 일어나기 때문인 것 같다. 열쇠 구멍에는 독자적인 NGC 번호가 부여되어 있지 않으며 가끔 NGC 3324로 잘못 불리기도 하나 이 번호는 용골자리 성운의 바로 북서쪽에 위치한 반사/방출성운(또는 이 성운 속에 있는 성단)을 가리킨다.

### 반항하는 손가락

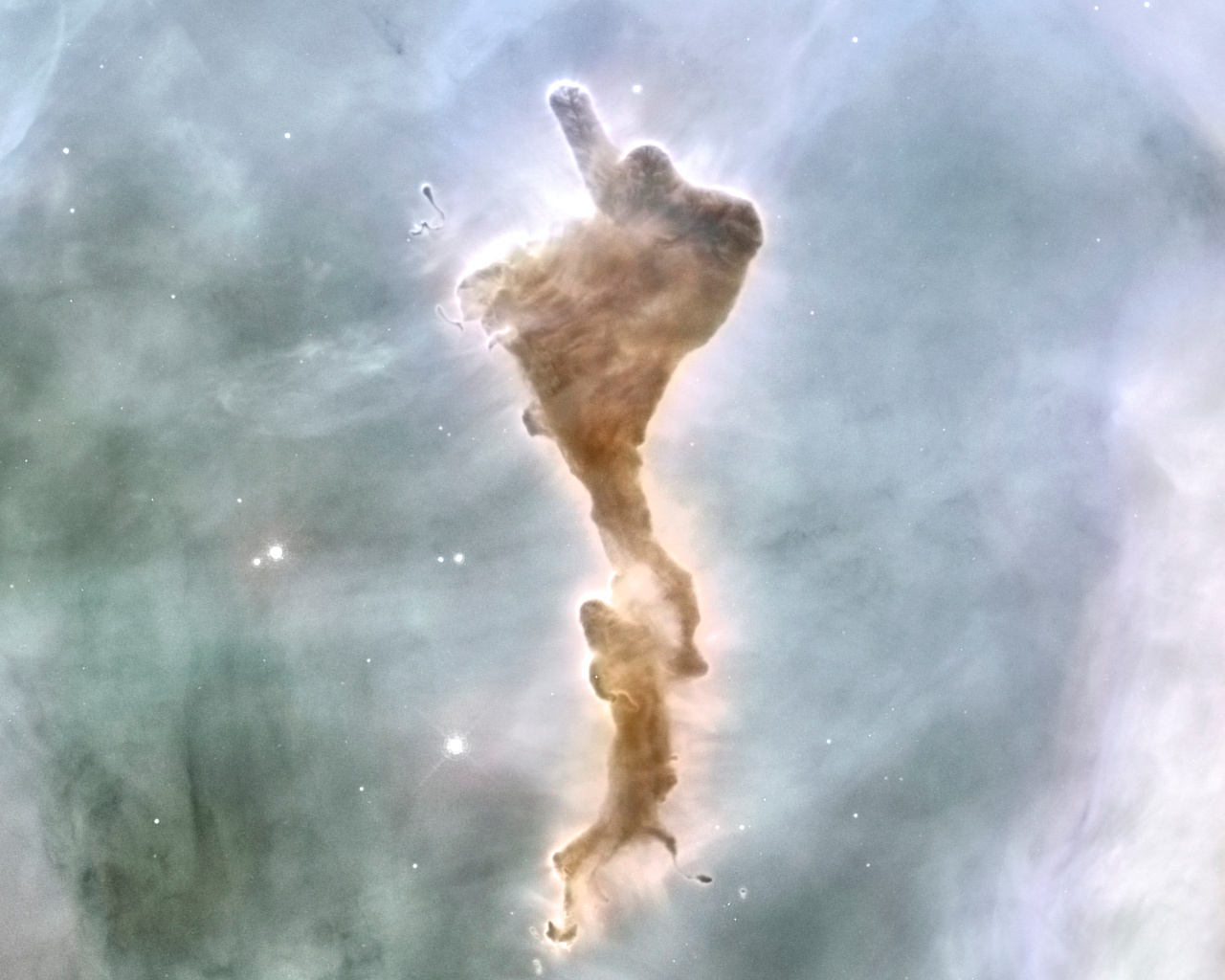
반항하는 손가락(Defiant Finger)의 허블 우주망원경 사진. 사진의 아래가 북쪽이다.

허블 우주 망원경은 열쇠구멍 성운 내 작은 보크 구상체를 촬영했는데 이 구상체에는 그 외관 때문에 '용골자리의 반항하는 손가락'(Carina Defiant Finger)이라는 별명이 붙었다. 허블의 사진들에서 '손가락'으로 불리는 남쪽 끝 부분에서 빛이 구상체의 바깥 테두리를 날려보내고 있음을 볼 수 있다. 밝은 울프-레이에별인 WR 25가 단독으로, 혹은 WR 25와 밝은 청색 초거성 트럼플러 16-244가 함께 이 손가락 구조를 이온화시키고 있다. 손가락의 질량은 태양의 최소 6 배이며 구상체 속에서 항성들이 생성되고 있을 것이다. 극심한 에너지 복사를 받는 여타 성간 구름들과 마찬가지로 이 구상체는 종국적으로 완전히 증발할 것이며 증발에 걸리는 시간은 약 20만 ~ 100만 년으로 추측된다.

### 트럼플러 14

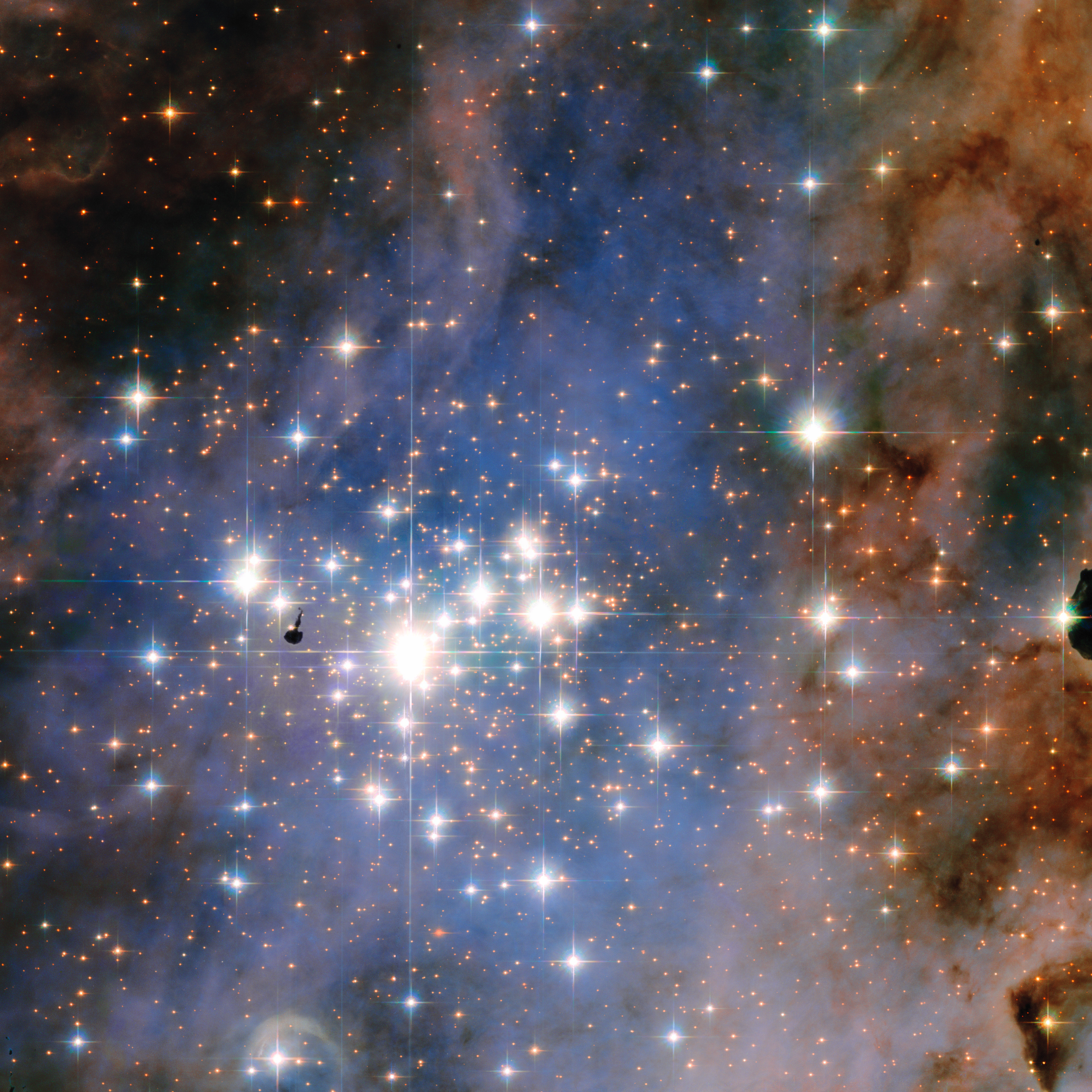
허블 우주망원경으로 촬영한 산개 성단 트럼플러 14의 사진.

트럼플러 14는 지름이 6 광년(1.8 파섹)에 이르는 산개성단으로 용골자리 성운의 안쪽 영역에 자리잡고 있으며 지구로부터 약 8,000 광년(2500 파섹) 떨어져 있다. 트럼플러 14는 용골자리 성운에서 가장 큰 성협인 용골자리 OB1 성협의 주요 성단들 중 하나이다. 트럼플러 14 내에 대략 2,000 개 이상 항성이 있는 것이 확인되었으며 성단의 총질량은 태양의 4300 배로 추정된다.

### 트럼플러 15
트럼플러 15는 용골자리 성운의 북동쪽에 있는 산개 성단이다. 종전 연구에서는 이 성단 까지의 거리에 대해 합의점이 나오지 않았었으나 가이아 계획의 측성 수치로부터 이 성단이 나머지 용골자리 OB1과 같은 거리에 있음이 확인되었다.

### 트럼플러 16
트럼플러 16은 용골자리 성운에서 가장 거대한 성협인 용골자리 OB1 성협의 주요 성단들 중 하나이며 트럼플러 14보다 질량이 더 크고 규모도 더 크다. 용골자리 에타가 이 성단의 일원이다.

### 신비로운 산

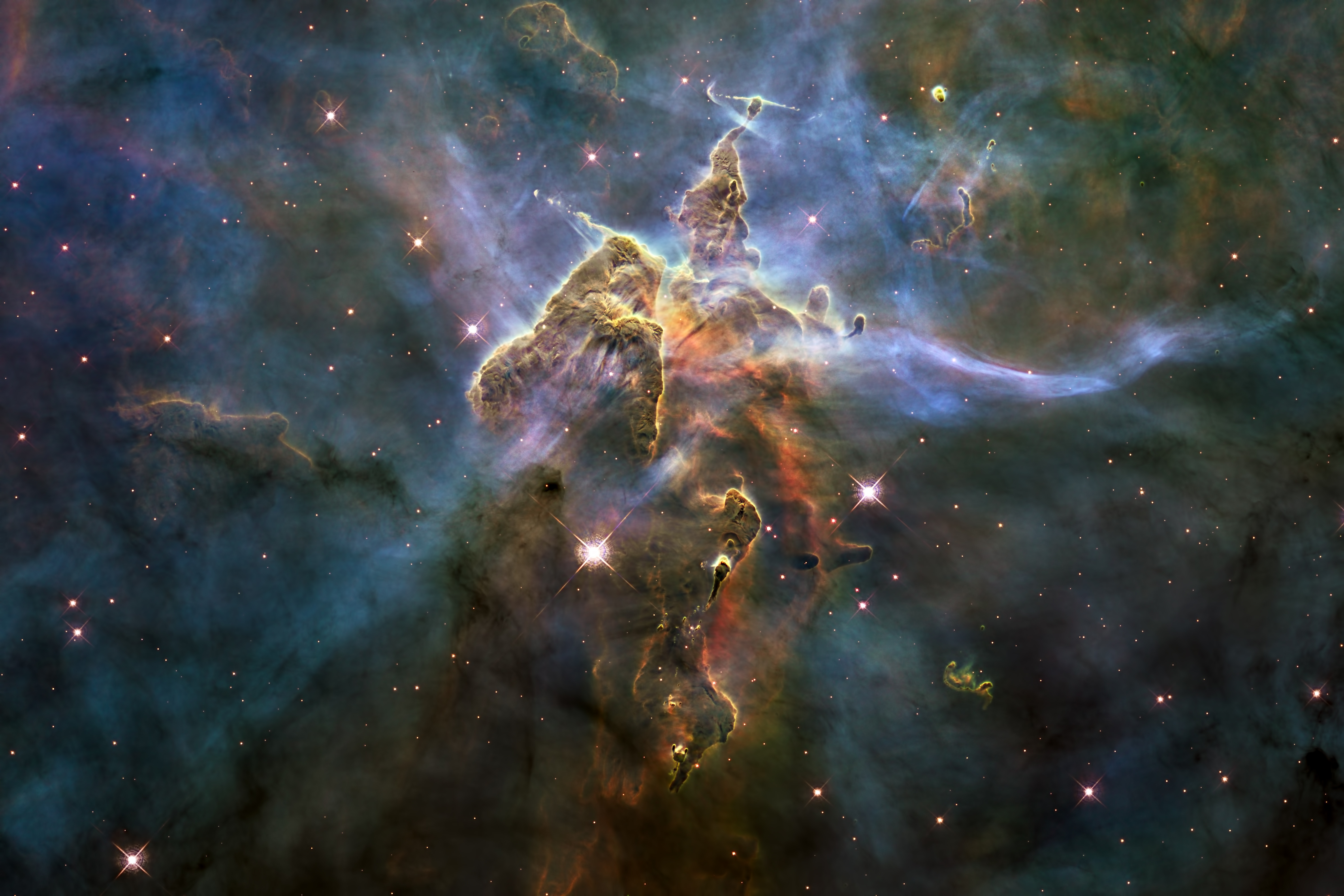
신비로운 산

허블 우주 망원경은 20 주년을 맞아 2010년 2월 1일 ~ 2월 2일에 걸쳐 광각 카메라 3으로 용골자리 성운을 촬영했는데 이 사진에 나온 먼지와 가스로 이루어진 기둥 구조에 신비로운 산(Mystic Mountain) 명칭이 부여되었다. 이 기둥의 높이는 약 3 광년(0.92 파섹)이며 기둥 내부에는 갓 태어난 별들이 가스 제트를 뿜고 있다.

### WR 22
WR 22는 식쌍성이다. 공전 운동으로부터 도출한 동역학적 질량은 주성이 태양의 70 배 이상에서 60 배 미만, 반성이 태양의 21 ~ 27 배 범위이다. 분광기로 측정한 주성의 질량은 태양의 74 배 또는 78.1 배이다.

### WR 25

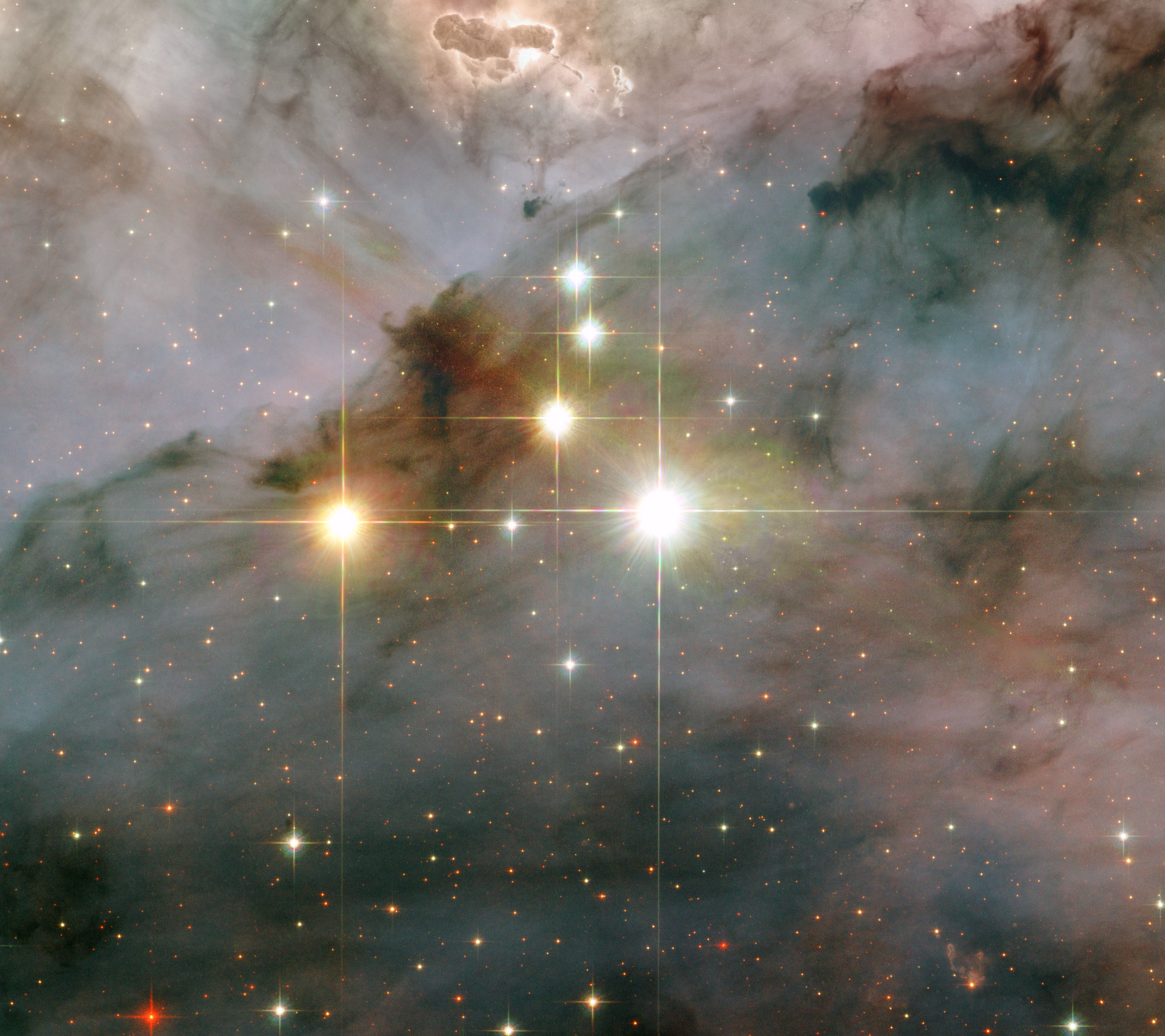
가장 밝은 별이 WR 25이다.

WR 25는 트럼플러 16 성단의 구성원으로 용골자리 성운의 중심부에 있는 쌍성계이다. 주성은 울프-레이에별로 아마도 우리은하에서 가장 밝은 별일 것이다. 반성은 관측하기 어려우나 광도 높은 OB 항성으로 생각된다.

### HD 93129
HD 93129는 O형 항성들로 이루어진 삼중성계이다. HD 93129의 세 별 모두 우리은하에서 아주 밝은 별의 반열에 들어간다. HD 93129 A와 B는 확연하게 구별하여 관측되는 구성원들이며 A 자체는 다시 매우 가까이 붙어 있는 항성 둘로 이루어져 있다.
HD 93129 A는 구성원 둘로 분리된다. 반성의 밝기가 주성과 0.9 등급밖에 차이나지 않지만 계의 스펙트럼은 좀 더 밝은 주성이 압도한다. HD 93129 Aa는 분광형 O2 초거성, Ab는 O3.5의 주계열성이다. 두 별 사이의 각 거리는 2004년 55 밀리초각이었으나 2013년 측정에서는 27 밀리초각까지 줄어들었다. 다만 계 구성원들의 정확한 공전궤도는 밝혀지지 않았다.
HD 93129 B는 Aa-Ab 계로부터 3 초각 떨어져 있는 O3.5형 주계열성이다. B는 HD 93129 A의 전체 밝기보다 약 1.5 등급 어두우며 HD 93129 Ab와 밝기가 거의 같다.

### HD 93250
HD 93250은 용골자리 성운 영역에 있는, 광도가 아주 높은 항성이다. 이 별은 용골자리 에타로부터 7.5 분각 거리만큼 떨어져 있으며 위치는 좀 더 작은 산개 성단인 트럼플러 14에 가까운 것처럼 보이지만 실제로는 트럼플러 16의 구성원일 것으로 추정된다.
HD 93250은 쌍성으로 알려져 있으나 구성원 둘의 개별 스펙트럼은 분리하여 관측된 바 없다.다만 둘의 스펙트럼은 매우 유사할 것으로 보인다. HD 93250의 분광형은 그동안 O5, O6/7, O4, O3 등 다양하게 부여되어 왔으며 광도 분류 상 주계열성 또는 거성으로 분류된 적도 있다. 은하 O형 항성 분광기 조사(Galactic O-Star Spectroscopic Survey)에서는 이 별을 새로 만들어진 O4형 준거성 분광형의 표준 항성으로 사용했다.

### HD 93205
HD 93205는 거대한 항성 둘로 이루어진 쌍성계이다. 둘 중 더 무거운 쪽은 O3.5 분광형의 주계열성이다. 스펙트럼에는 이온화된 질소와 헬륨의 방출선들이 나타나며 이는 '핵융합 부산물들이 혼합된 것이 표면으로 올라온 것'과 '강력한 항성풍'의 증거이다. 궤도의 근점 운동으로부터 계산한 주성의 질량은 태양의 40 ~ 60 배이다. 이 값은 항성 진화 모형 및 관측된 매개변수들로부터 예상한 값보다 다소 작다.
좀 더 가벼운 반성은 O8형의 주계열성이며 질량은 태양의 약 20 배이다. 반성은 궤도를 초당 300 킬로미터 속도로 움직여서 상대론적 쌍성으로 간주되며 이 때문에 궤도의 양쪽 끝은 예측할 수 있는 방향으로 변화하게 된다.

## 산개성단 목록
1998년 기준으로 용골자리 성운을 구성하는 것으로 천체목록에 등재된 산개성단들은 총 8 개이며 구체적 목록은 아래와 같다.
- 보훔 10 (Bo 10)
- 보훔 11 (Bo 11)
- 콜린더 228 (Cr 228)[44]
- 콜린더 232 (Cr 232)
- 콜린더 234 (Cr 234)
- 트럼플러 14 (Tr 14, Cr 230)
- 트럼플러 15 (Tr 15, Cr 231)
- 트럼플러 16 (Tr 16, Cr 233)

## 지도

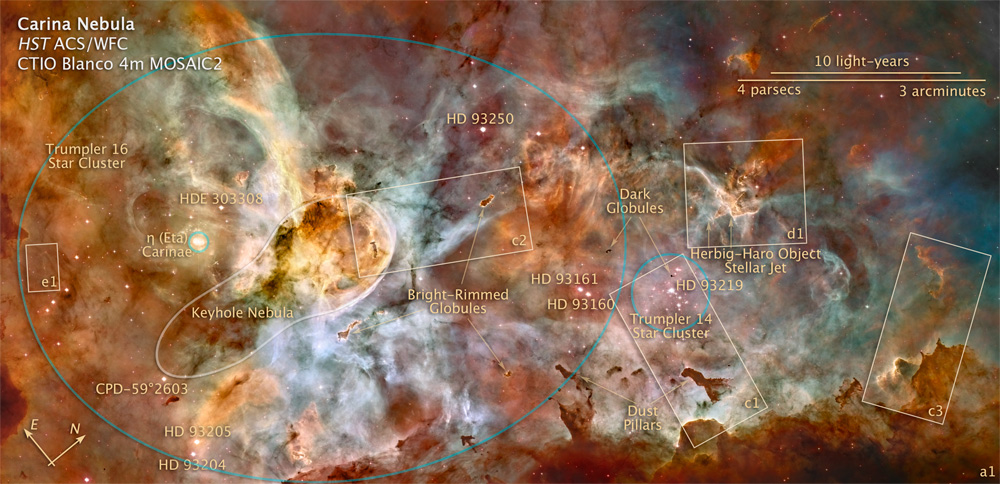
주석이 첨부된 용골자리 성운. 성운 내 다양한 천체들의 위치를 보여준다. 사진의 폭은 50 광년 (15 파섹)으로 허블 우주 망원경과 지상 망원경들이 촬영한 사진들을 조합하였다.

## 갤러리

용골자리 성운의 전체 모습. 열쇠 구멍 성운은 중앙부 밝은 영역 위에 겹쳐 있으며 용골자리 에타는 열쇠 구멍 바로 옆에 있는 밝은 별이다.
적외선으로 촬영한 용골자리 성운.[46]
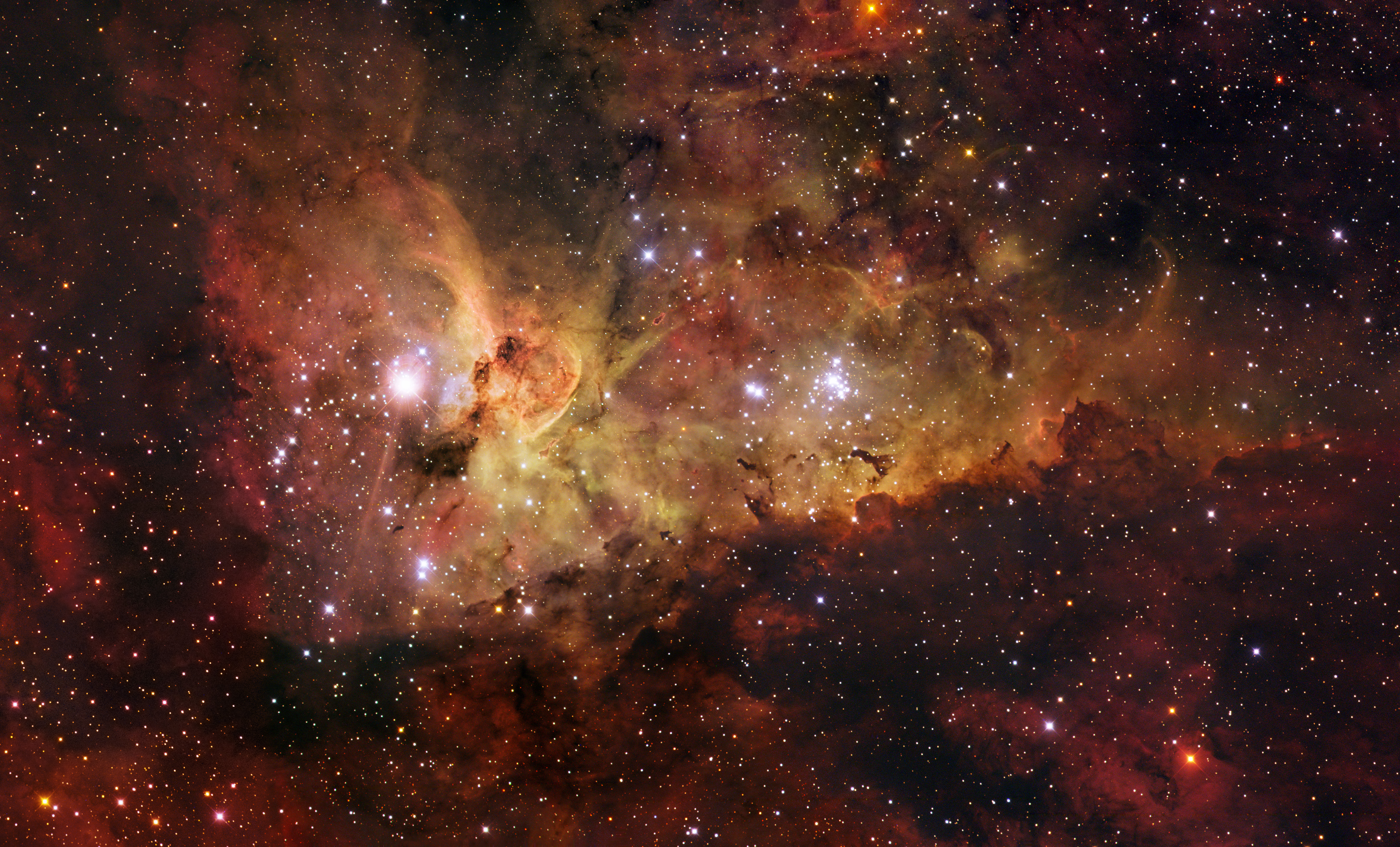
용골자리 성운의 중심부를 확대하여 찍은 사진.
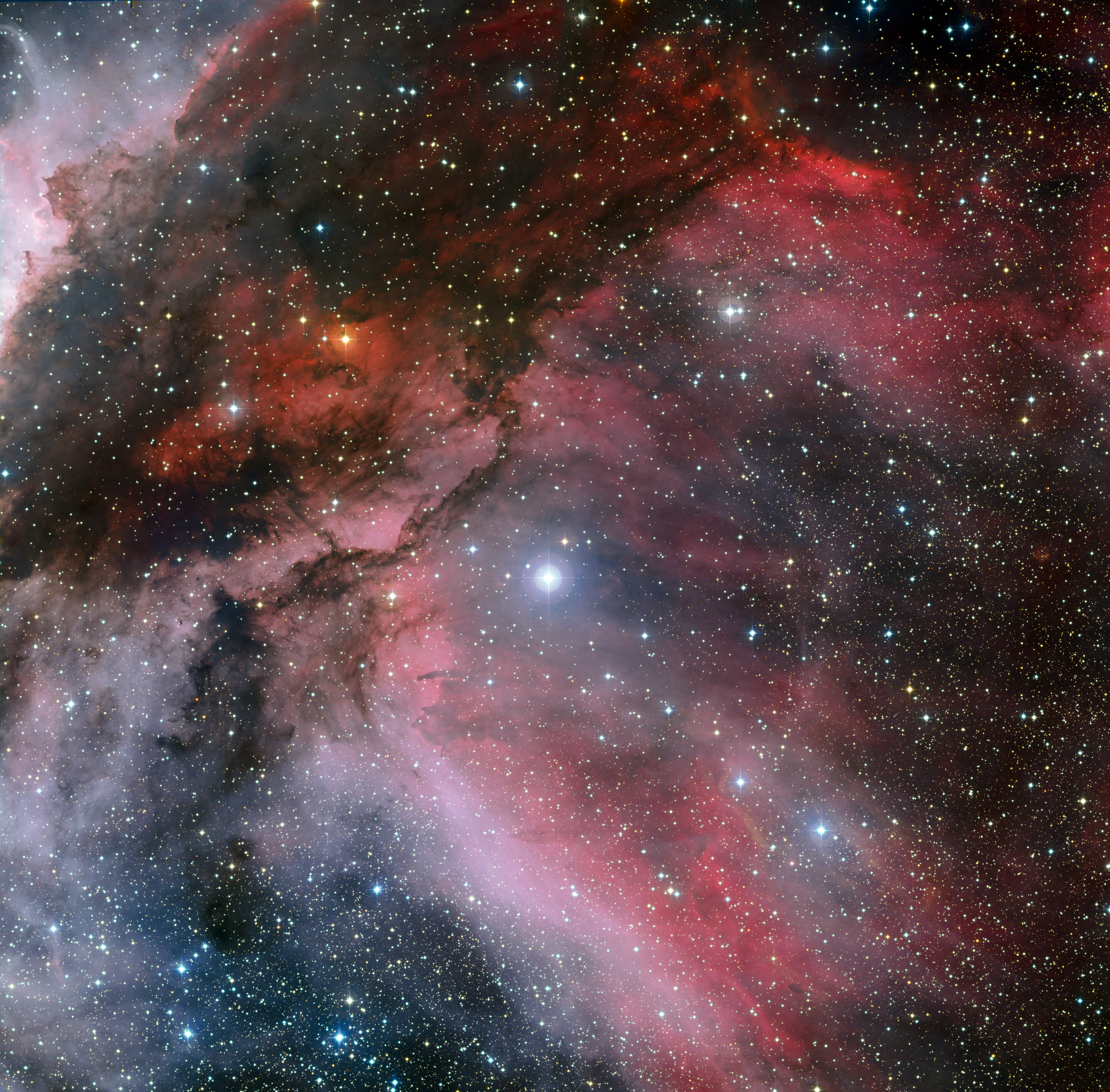
울프-레이에별 WR 22
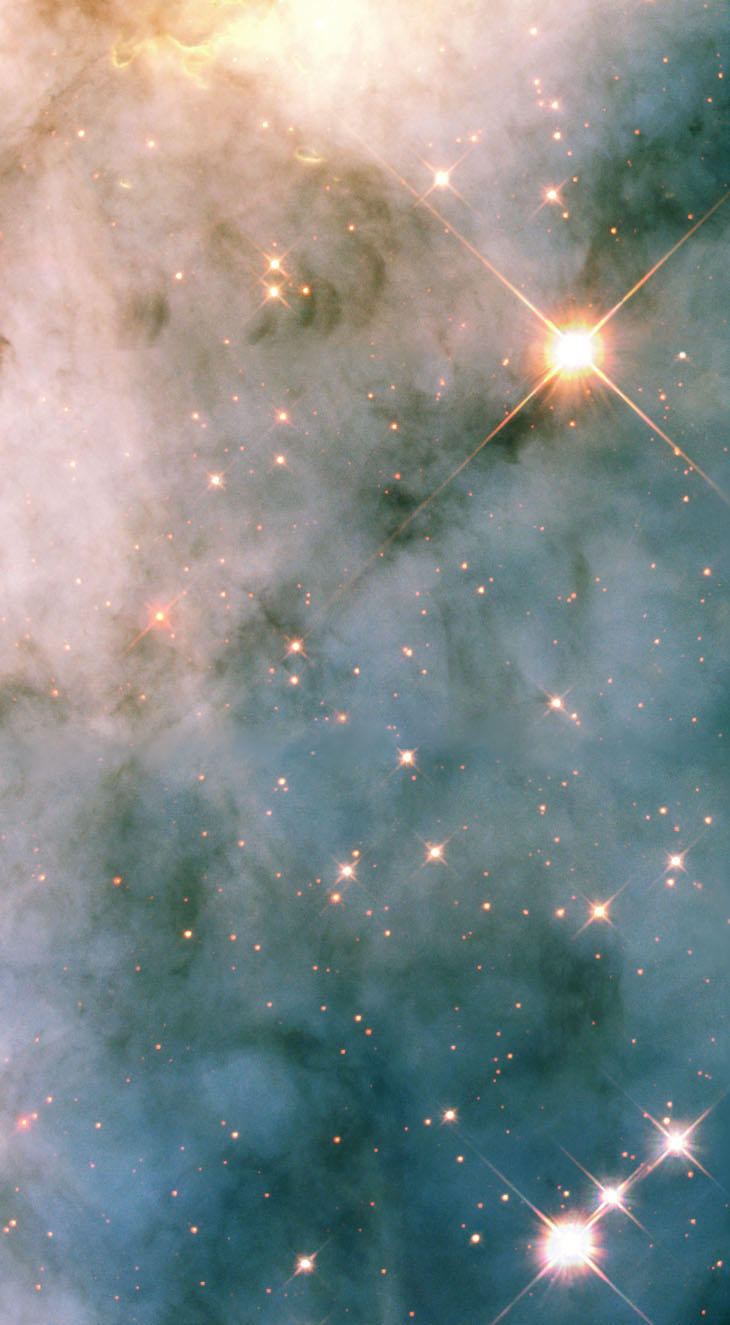
강력한 항성풍에 의해 형성된 용골자리 에타 주변의 역동적인 환경
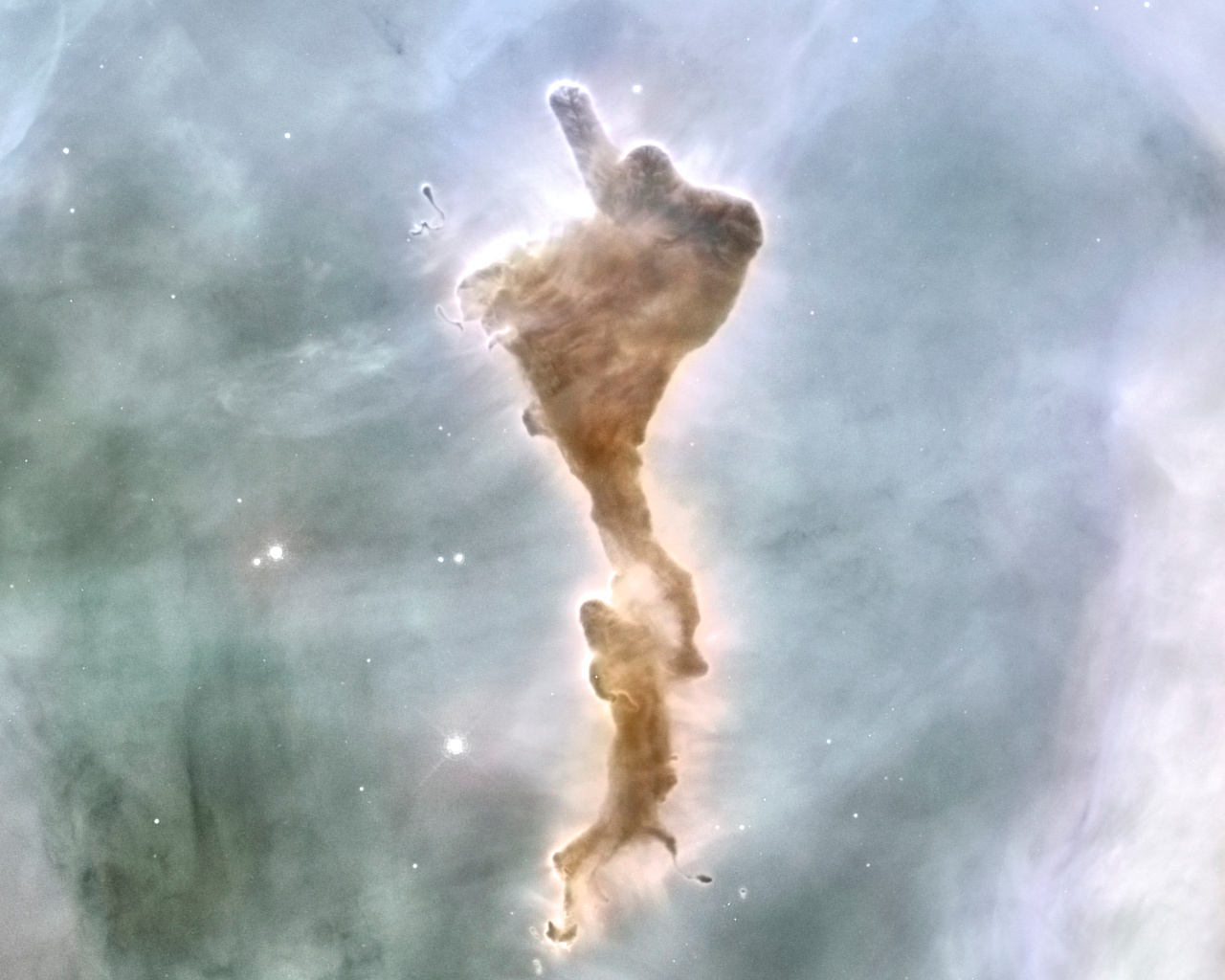
용골자리 성운 내 '신의 손가락' 별명이 붙은 보크 구상체. 파레이돌리아 문서 참조.
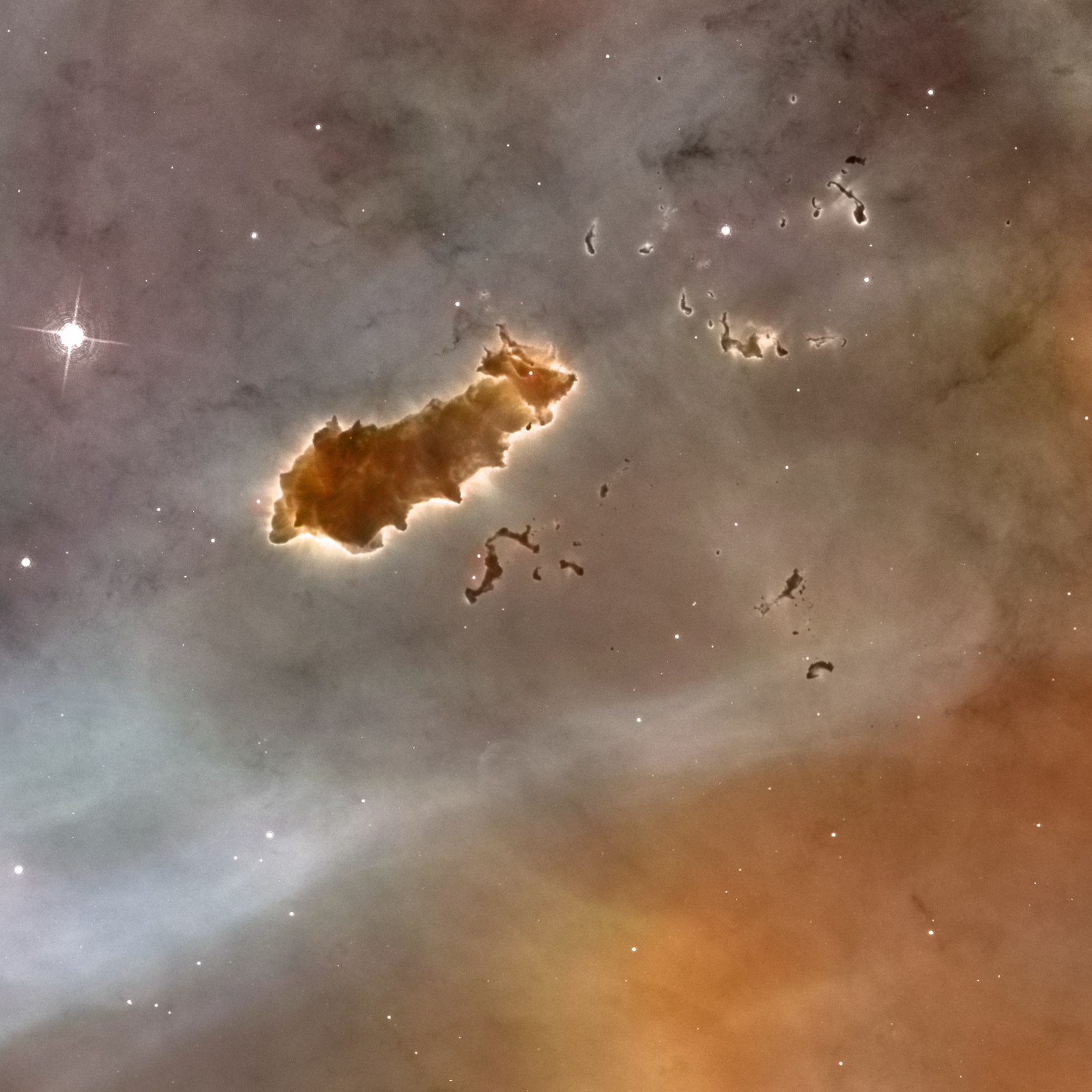
'애벌레' 별명이 붙은 보크 구상체.
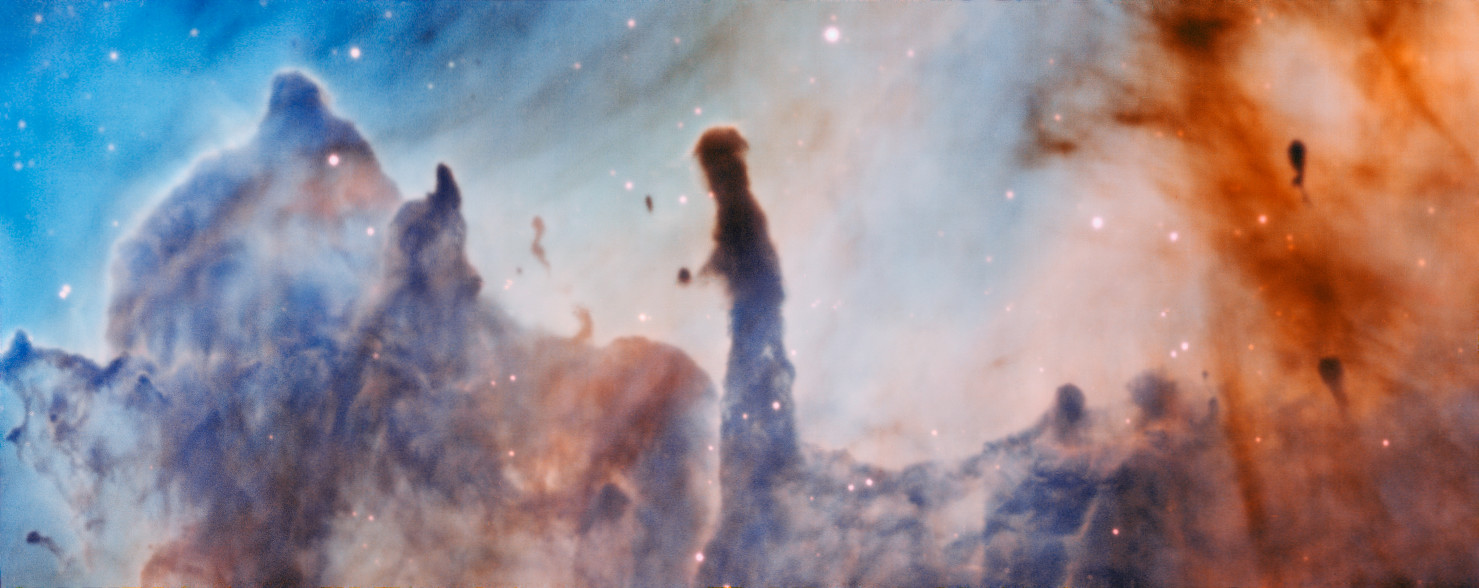
용골자리 성운 내 R44 영역.
제임스 웹 우주 망원경으로 촬영한 용골자리 성운

## 같이 보기
- 타란툴라 성운